# Mausoleu de l'Imam Reza
El Mausoleu de l'Imam Reza (persa: حرم امام رضا) és un mausoleu construït l'any 818 a la ciutat de Mashad, a l'Iran, en el lloc del martiri de l'imam Alí ar-Ridhà. El complex, a més de contenir el mausoleu, alberga la mesquita Goharshad, un museu, una biblioteca, quatre seminaris, un cementiri, la Universitat de Ciències Islàmiques Razavi, un menjador per a pelegrins, àmplies sales d'oració i altres edificis.
El complex és un dels centres de turisme de l'Iran. El santuari ocupa una superfície de 267.079 m².
L'edifici interior original de Dar-ul-Imarah havia estat un temple de la religió zoroastriana, destruït per ordre del califa abbàssida al-Mamun, i després reconstruït a l'estil de l'arquitectura del Khorasan.
En el recinte hi és enterrat el califa Harun ar-Raixid, pare d'al-Mamun, motiu pel qual era conegut com a Haruniyya. Tanmateix, després que l'any 818 al-Mamun fes assassinar l'imam Alí ar-Ridà en aquesta ciutat i enterrar-lo en el mateix recinte, aquest passà a ser conegut com a Maixhad ar-Ridà, és a dir santuari d'ar-Ridà. Maixhad literalment significa «lloc d'enterrament d'un màrtir.»
El centre és lloc de pelegrinatge tant per musulmans sunnites com xiïtes.

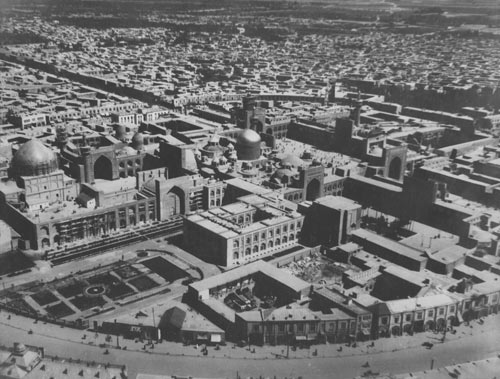
Santuari Imam Reza abans del desenvolupament

El santuari ha estat destruït i reconstruït diverses vegades al llarg de la seva història.
El santuari és decorat amb marbre i fusta de primera qualitat i estuc.

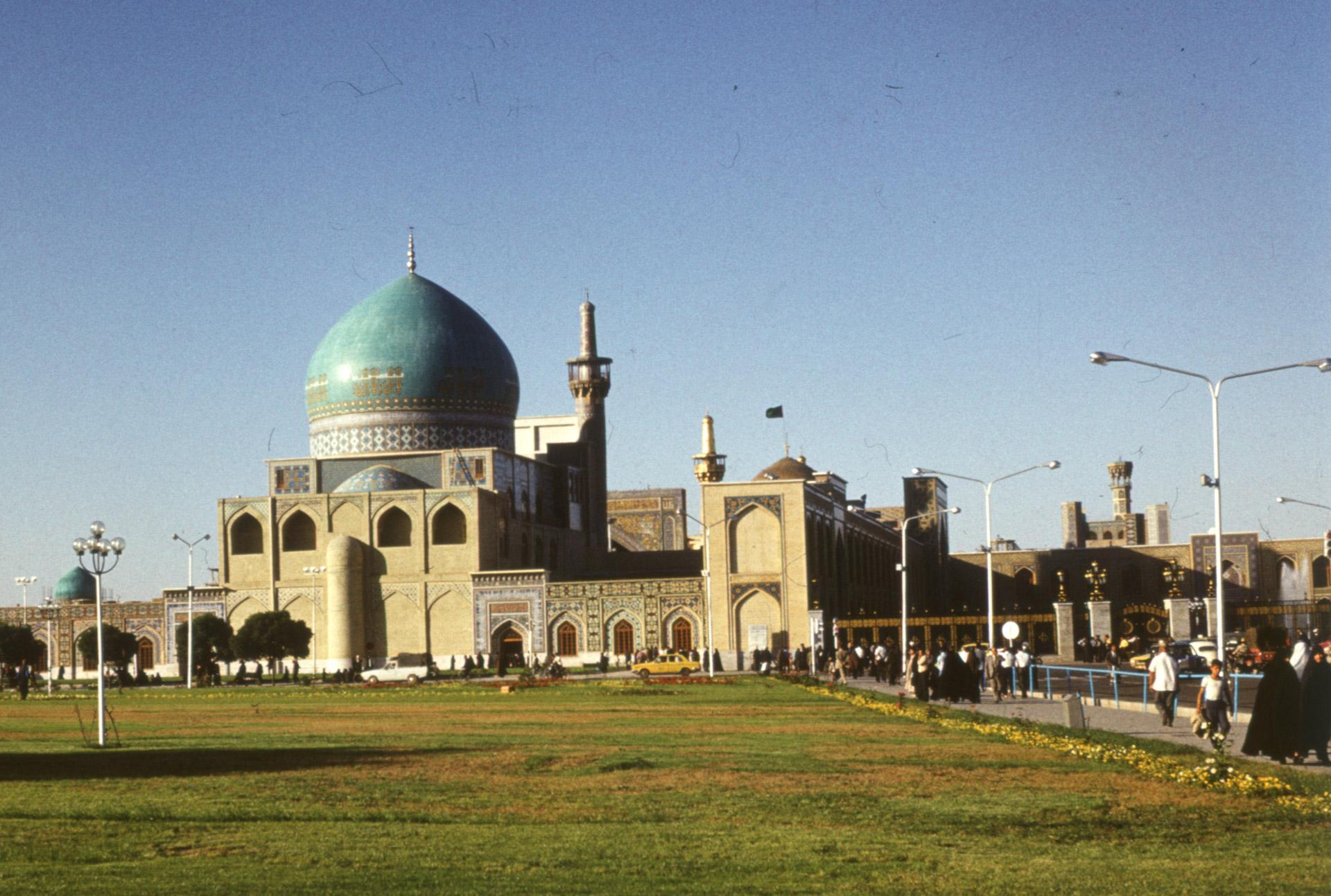
Mesquita Goharshad el 1976